# Milan Bürger
Milan Bürger (10. června 1963 Domažlice – 19. ledna 2016 Praha) byl český operní pěvec zpívající basem, sólista Státní opery a Opery Národního divadla Praha. Absolvoval Pražskou konzervatoř (u Alfréda Hampla).

## Umělecká činnost
V Opeře Národního divadla působil od roku 2012.

## Operní role, výběr
- Vodník (Rusalka)
- Gremin (Evžen Oněgin)
- Kecal (Prodaná nevěsta)
- Timur (Turandot)
- Rarach (Čertova stěna)